# Josef Staimer
Josef Staimer (* 19. Oktober 1871 in Kay bei Straubing; † 30. November 1941 im Konzentrationslager Flossenbürg) war ein deutscher Gewerkschaftsvorsitzender und Polizeipräsident von München.

## Werdegang
Josef Staimer lernte den Beruf des Gürtlers und arbeitete als Lagerarbeiter. 1905 wurde er Angestellter des Fabrikarbeiterverbandes und Gewerkschaftssekretär in München.
Ab 1894 war er Mitglied der Sozialdemokratischen Partei Deutschlands. Im Ersten Weltkrieg leistete er Kriegsdienst. 1917 trat er der Unabhängigen Sozialdemokratischen Partei (USPD) bei.
Von November 1918 bis April 1919 war er unter der Regierung von Kurt Eisner Polizeipräsident von München. Während des Lotter-Putsches wurde er am 19. Februar 1919 von Matrosen verhaftet. Danach wechselte er zum Grenzschutz, bis dieser von der Reichswehr übernommen wurde.
Ende 1920 trat er mit der linken USPD der KPD bei und war als Sekretär von Juni 1921 bis Juni 1922 Bezirksleiter Nordbayern. Von Oktober 1922 bis 1933 war er in Nürnberg hauptamtlicher Vorsitzender der Gewerkschaft der Heizer und Maschinisten, einer ADGB-Gewerkschaft. Aus der KPD war er ausgetreten.
1933 wurde Josef Staimer verhaftet und verbrachte mehrere Jahre in „Schutzhaft“, auch im Konzentrationslager Dachau. Er starb am 30. November 1941 im Konzentrationslager Flossenbürg.
Richard Staimer war sein Sohn.